# جمانة الحسيني
جمانة الحسيني (1932-2018) هي فنانة تشكيلية ونحاتة فلسطينية من مواليد القدس. شاركت في معارض جماعية منذ معرض متحف سرسق الجماعي في بيروت عام 1960. درست الرسم والنحت والخزف لمدة ثلاثة أشهر فقط، أثناء دراستها للعلوم السياسية في الجامعة الأمريكية في بيروت. ابتدأت العمل المتواصل في البيت وحدها. أقامت أول معرض لها في لندن عام 1965. رسوماتها كلها عن فلسطين، وعن الأحياء الشعبية في القدس. ترسم الخيل والنمور والفهود باعتبارها رمزاً للثورة والعودة.
درست فن الزجاج الملوّن في باريس. وتظهر الهندسة في لوحات جمانة الحسيني، فلوحاتها متناسقة متوازنة ذات تأثيرات إسلامية.
فازت بالعديد من الميداليات ولديها سجل معارض دولي واسع النطاق. توفيت جمانة الحسيني في منزلها بباريس في 11 أبريل 2018 عن عمر يناهز 86 عامًا.
درست الرسم والنحت والسيراميك في بيروت وباريس. اشتهرت بلوحاتها التصويرية للنساء الفلسطينيات والمنازل الهندسية في القدس وأريحا، وتطور أسلوبها من الواقعي إلى الهندسي، ومنذ عام 1987، إلى التجريدي، مع رسومات متموجة مطلية تستحضر الخط العربي.

## الحياة الشخصية
ولدت جمانة الحسيني لعائلة فلسطينية مرموقة. كان جدها الحاج أمين  جمانة مفتي القدس في عهد الانتداب وشخصية مهمة في المقاومة ضد الحكم الاستعماري البريطاني والصهيوني.
في عام 1948، اضطرت  جمانة وعائلتها إلى مغادرة فلسطين نتيجة نكبة 1948 واستقروا في بيروت، لبنان. في عام 1950، تزوج  جمانة . كان لديهم ثلاثة أبناء.

## حياة مهنية
في عام 1953، بدأت  جمانة حضور الفصول الدراسية للحصول على درجة البكالوريوس في العلوم السياسية في كلية بيروت للنساء (المعروفة الآن باسم الجامعة اللبنانية الأمريكية). بعد فترة وجيزة من بدء دراستها في كلية بيروت للبنات، انتقلت إلى الجامعة الأمريكية في بيروت لدراسة الفن. وفي ذلك الوقت تقريبًا، في عام 1954، أنشأت الجامعة الأمريكية في بيروت قسم الفنون الجميلة، والذي كان أول مؤسسة في لبنان تقدم فصولًا فنية أكاديمية. في عام 1957، تخرجت  جمانة من الجامعة الأميركية في بيروت، وفي عام 1960، شاركت في معرضها الجماعي الأول في متحف سرسق.
خلال فترة وجودها في بيروت، انخرطت  جمانة مع مجموعة من الفنانين المحليين الذين أطلق عليهم المؤرخ الفلسطيني كمال بلاطة اسم فناني رأس بيروت.
وفي عامي 1964 و1967 شاركت أيضًا في صالون الخريف في سرسق وفي بينالي الإسكندرية عام 1969، وفي الكويت عام 1973، وفي بغداد عام 1974، وفي البندقية عام 1979.
على مدار مسيرتها الفنية التي استمرت لأربعة عقود، عرضت  جمانة أعمالها في معارض فردية وجماعية في أكثر من ثلاثين دولة مختلفة. أعمالها محفوظة حاليًا في مجموعات خاصة ومتاحف حول العالم، بما في ذلك مؤسسة بارجيل للفنون، ومؤسسة دلول للفنون.

## الأسلوب الفني
يتمحور فن  جمانة حول تصوير القدس، وغالبًا ما يستخدم أنماطًا هندسية وزخارف متكررة. غالبًا ما تصور لوحاتها القدس بدون أي أشخاص داخلها، مما يعطي إحساسًا بالحلم. من بين الزخارف الشائعة في أعمالها "الخيول التي تجد طريقها دائمًا إلى المنزل؛ والفراشات التي لا تُحبس أبدًا؛ والرمان، رمز الخصوبة والحظ السعيد." تستخدم مواد مختلفة في ممارستها من الرسم إلى النحت إلى السيراميك والتطريز. في وقت لاحق من حياتها المهنية، أصبح عملها تجريديًا بشكل متزايد من خلال إنشاء قطع وسائط مختلطة باستخدام الأشكال والكلمات و"الخطوط العريضة". في أعمالها المبكرة كانت عادةً أكثر تنوعًا من أعمالها اللاحقة، والتي كانت أكثر قتامة وأكثر تجريدًا. ومن الجدير بالذكر أن  جمانة كان يجمع في كثير من الأحيان بين الرسم الزيتي والتطريز، الأمر الذي أدى إلى طمس التمييز بين ممارسة الفنون الجميلة والحرف اليدوية، والتي كانت تحمل في كثير من الأحيان دلالة "أقل من". طوال مسيرتها الفنية، استكشفت أعمالها علاقتها بمدينتها القدس، وعلاقتها بالمدينة ونزوحها القسري منها.
كما تأثرت مادية وموضوع عملها بالأحداث السياسية المحيطة بها. خلال الحرب الأهلية اللبنانية، عندما لم تتمكن من الحصول على الألوان الزيتية، بدأت العمل باستخدام الألوان المائية بدلاً من ذلك. وفي وقت لاحق، امتنعت عن الرسم بشكل كامل وتحولت إلى التطريز. يستكشف عملها في هذا الوقت تاريخ عائلتها وصور من طفولتها. في عام 1982، عندما اضطرت للانتقال إلى باريس بسبب الغزو الإسرائيلي للبنان خلال الحرب الأهلية اللبنانية، بدأت في استخدام الخط العربي في عملها كوسيلة لتمثيل "رسائل إلى والدتي المدفونة في القدس". في عام 1991 أثناء إقامتها في باريس، بدأت في تجربة الزجاج الملون ودرست في المدرسة الوطنية العليا للفنون الجميلة.

## المعارض البارزة

### المعارض الفردية
- جاليري جويل مورتييه فالات، باريس، فرنسا (2004)[15]
- دارة الفنون، عمان، الأردن (2002)[15]
- معرض المعمل، القدس، فلسطين (2002)[15]
- مؤسسة القطان، رام الله، فلسطين (2002)[15]
- معرض أناديل، القدس، فلسطين (1993)[15]
- معرض التراث العربي، الظهران، المملكة العربية السعودية (1984)[15]
- معرض وودستوك، لندن، المملكة المتحدة (1965)[15]

### المعارض الجماعية
- طقوس العلامات والانتقالات (1975-1995)، دارة الفنون، عمان، الأردن (2015)[15]
- تجريد، كاب، الكويت، الكويت (2013)[15]
- جاليري نبض، عمان، الأردن (2008)[15]
- المتحف الوطني الأردني للفنون الجميلة، عمان، الأردن (2002)[15]
- معهد العالم العربي، باريس، فرنسا (1989)[15]